# Helmut Fath
Helmut Fath (* 24. Mai 1929 in Ursenbach; † 19. Juni 1993 in Heidelberg) war ein deutscher Motorradrennfahrer und -konstrukteur.

## Werdegang
Helmut Fath besuchte in seinem Geburtsort die Volksschule. Er schloss eine Ausbildung als Feinmechaniker am damaligen "Kaiser-Wilhelm-Institut für medizinische Forschung" in Heidelberg ab (heute Max-Planck-Institut für medizinische Forschung). Nach dem Zweiten Weltkrieg arbeitete er bei der US-amerikanischen Besatzungsmacht in Heidelberg als Busfahrer, danach als Motorradmechaniker bei der Mannheimer Firma "Zeiss & Schwärzel". Im Jahr 1959 machte er sich mit diesem Beruf selbständig.

### Karriere als Rennfahrer
Schon in jungen Jahren drehte Fath heimlich Runden auf dem Motorrad seines Vaters. Als er seinen Führerschein machte, kaufte er sich sein erstes Motorrad – eine BMW mit 250 cm³ und begann schon bald, an Motoren zu basteln, mit denen er auch heimlich bei Rennen startete. Sein erstes Gespann baute er 1948, nachdem er wieder ein BMW-Motorrad erwarb, das er dann um einen Seitenwagen ergänzte. Mit diesem Gespann erzielte er im Jahre 1952 seinen ersten Erfolg bei einem Rennen in Lorsch, wo er den dritten Rang erzielte.
Nach einigen Rennen, die er siegreich beendet hatte, erhielt Fath 1954 die Internationale Rennfahrerlizenz. Um mit konkurrenzfähigem Material antreten zu können, erwarb er von dem Schweizer Florian Camathias einen 500er BMW-Motor. Für diesen Motor konstruierte Fath später ein völlig neuartiges Rahmengestell, auch „Kneeler“ genannt, mit dem er bei der Weltmeisterschaft 1956 dann bester Privatfahrer wurde.
Die stetige Weiterentwicklung seiner Motoren und Maschinen krönten er und sein Partner Alfred Wohlgemuth 1960 mit dem Gewinn der Gespann-Weltmeisterschaft und dem Sieg bei der Isle of Man TT.
Für seine sportlichen Leistungen wurden er und sein Beifahrer Wohlgemuth am 12. Dezember 1959 mit dem Silbernen Lorbeerblatt ausgezeichnet.
Während eines Rennens auf dem Nürburgring im Jahr 1961 verunglückte das Gespann, wobei sich Fath schwer verletzte und sein Beifahrer Alfred Wohlgemuth getötet wurde. Nach diesem folgenschweren Ereignis verkaufte Fath aus finanziellen Gründen seine gesamte Ausrüstung. Der Tod seines Freundes und die Folgen seiner Verletzungen führten zu einer mehrmonatigen Rennabstinenz. Schließlich baute er jedoch bereits wenig später gemeinsam mit dem Ingenieur Peter Kuhn unter dem Kürzel URS einen damals fortschrittlichen Vierzylinder-Reihenmotor mitsamt Fahrwerk.
Mit seinem neuen Beifahrer Wolfgang Kalauch wurde Fath auf diesem Gespann in der Saison 1965 bei der Weltmeisterschaft erneut bester Privatfahrer und errang auch 1968 auf der URS zum zweiten Mal den Weltmeistertitel, der gleichzeitig sein letzter blieb, da er im folgenden Jahr den gesamten Rennstall für 240.000 DM (entspricht 2025 ca. 540.000 Euro) an Friedel Münch verkaufte.

### Karriere als Motorentuner
Zur selben Zeit begann Fath mit der Betreuung des vierfachen Weltmeisters Phil Read. Für ihn tunte Fath eine 250er Yamaha, mit der Read im Jahr 1971 seinen fünften Weltmeistertitel erreichte. Für die Saison 1972 hatte Fath vor, die Yamaha-Motoren auf Wasserkühlung umzustellen. Doch Read entschied sich anders und nahm das Angebot von MV Agusta an und wurde in den Jahren 1973 und 1974 mit der 500er MV Weltmeister.
Fath entwickelte Anfang der 1970er Jahre weiter an einem wassergekühlten Vierzylinder-Zweitakt-Boxermotor, den ab 1975 die Fahrer Siegfried Schauzu mit dem Beifahrer Wolfgang Kalauch einsetzten und damit 1976 die Deutsche Meisterschaft gewannen und in der Weltmeisterschaft Fünfte wurden. In den Jahren 1977 und 1978 verwendete auch der Gespann-Vizeweltmeister Werner Schwärzel den gleichen Motor, der über 126 PS leistete.
Ab dem Jahr 1980 verlagerte Fath sein Tätigkeitsfeld, wo er als Tuner im Nava-Kucera-Racing-Team Reinhold Roth betreute, der mit seiner 500er Suzuki Deutscher Vizemeister wurde und mit einer ebenfalls von Fath vorbereiteten 250er Yamaha Production-Racer 1982 den Europameistertitel holte. 1983 wurde Reinhold Roth auf seiner 250-cm³-Yamaha, die weiter von Helmut Fath betreut wurde, Deutscher Meister. Im nächsten Jahr stieg Roth auf eine 500er Dreizylinder-Honda-Produktions-Rennmaschine um. Ohne Ausfälle erreichte Roth mit der von Fath getunten Honda überlegen den deutschen Meistertitel.
Ab dem Jahr 1985 stellte Fath sein Know-how Martin Wimmer zur Verfügung, der im deutschen Mitsui-Racing-Team auf einem Production-Racer alle Weltmeisterschaftsläufe bestritt, mit dem er die 250er Saison als Vierter beendete. Vom Jahr 1986 an betreute Helmut Fath die 250er und 500er Honda-Werksrennmaschinen im Team des Ex-Weltmeisters Takazumi Katayama. Jean-François Baldé wurde mit der 250er Werksrennmaschine WM-Fünfter, und Raymond Roche erreichte mit der 500er Werksmaschine den achten WM-Rang.
1987 tunte Helmut Fath den 250er Yamaha Production-Racer von Jochen Schmid, der mit diesem Motorrad die Deutsche Meisterschaft gewann. Ein Jahr später war Helmut Fath für die Vorbereitung der beiden 250er Yamaha Production-Racer von Martin Wimmer im Hein-Gericke-Team verantwortlich.
Einige Zeit später erkrankte Fath an Krebs. Er starb am 19. Juni 1993 im Klinikum Heidelberg.

## Statistik

### Erfolge
- 1960 – Gespann-Weltmeister auf BMW (mit Beifahrer Alfred Wohlgemuth)
- 1960 – Deutscher-Gespann-Meister auf BMW (mit Beifahrer Alfred Wohlgemuth)
- 1968 – Gespann-Weltmeister auf URS (mit Beifahrer Wolfgang Kalauch)
- 1968 – Deutscher-Gespann-Meister auf BMW (mit Beifahrer Wolfgang Kalauch)
- 1969 – Gespann-Vize-Weltmeister auf URS (mit Beifahrer Wolfgang Kalauch bzw. Billie Nelson)
- 11 Grand-Prix-Siege

### Isle-of-Man-TT-Siege
| Jahr | Klasse             | Beifahrer         | Maschine | Durchschnittsgeschwindigkeit |
| ---- | ------------------ | ----------------- | -------- | ---------------------------- |
| 1960 | Sidecar (Gespanne) | Alfred Wohlgemuth | BMW      | 94,1 mph (151,44 km/h)       |

## Verweise